# Telhadela
Telhadela é uma aldeia pertencente à freguesia da Ribeira de Fráguas, concelho de Albergaria-a-Velha, Portugal. Situando-se no extremo nordeste do concelho faz "fronteira" a oeste com a freguesia da Branca, do mesmo concelho, e a norte com a freguesia de Palmaz, concelho de Oliveira de Azeméis.

## Descrição
É a maior aldeia do concelho de Albergaria-a-Velha em termos populacionais. Grande parte da aldeia está situada no sentido da latitude, numa elevação de terreno que a poente confina com o vale principal do Rio Caima, e a nascente com o ribeiro da Felgueira, (localmente conhecido como rio Pequeno), sendo este afluente do primeiro mas em vale secundário, cuja foz é conhecida pelo sugestivo topónimo – Entre-as-Águas.

## História

#### Ano de 994
Neste ano, o abade Randulfo doa vários bens ao Mosteiro de Paço de Sousa, todos eles na região de entre Douro e Vouga, perto do rio Caima (prope kamina), nomeadamente em Oliveira de Azeméis, Ossela, Bustelo, Vermoim e Pinhão, todos atualmente pertencentes ao concelho vizinho de Oliveira de Azeméis; para além de dois que não são claramente identificáveis: Tavolatela e Petra Fitada.
Pela proximidade geográfica das localidades citadas no documento, esta Tavolatela será Telhadela e Petra Fitada sugere ser a Pedra da Era, situada a norte da localidade, e eventualmente terá sido um castelo roqueiro.

#### Ano de 1100
Data de 30 de Maio de 1100 a primeira referência escrita ao lugar de Telhadela. Trata-se de um documento de compra e venda de propriedades entre uns possessores locais (Izila e sua esposa Gontronde, que não eram obrigatoriamente moradores em Telhadela) e Diogo Pires.
Neste documento menciona-se claramente, a determinado passo, alguns lugares entre outros os de Telhadela e Fráguas: «illo meo quenion que ibi habeo in Fravegas, illo meo quenion que habeo in Telliatela». Ou seja eles venderam os “quinhões” que tinham em Telhadela e Fráguas.

#### Ano de 1284
Na Inquirição de 1284, promovida pelo rei D. Dinis, Telhadela surge mencionada de forma inequívoca. Estava inserida na freguesia de São Cristóvão da Ribeira, na época sufragânea de Palmaz, actualmente denominada Ribeira de Fráguas e consagrada a São Tiago. Por aqui eram proprietários, os mosteiros de Grijó, Paço de Sousa e a Ordem dos Templários e outros.
"na aldeia de Telladela hum y herdades Egregoo, e Paaçoo de Sousa, e o Tenple, e herdarores"

#### Ano de 1514
Em 15 de Agosto de 1514 o Rei D. Manuel concedeu carta de Foral à Bemposta. Telhadela pertencia ao Termo de Figueiredo e Bemposta; o que na época equivalia à área administrativa que hoje designamos, por concelho.
É neste precioso documento que se encontra uma alusão ao lugar da Pipa, situado no centro de Telhadela. Este documento refere um indivíduo residente na Pipa, Gonçalo Eanes, que tinha que pagar um alqueire de trigo, à Coroa, por uma terra de reguengo, que ele cultivava: «…Gonçalleanes da Pipa de hum chãao hum alqueire de trigo…».

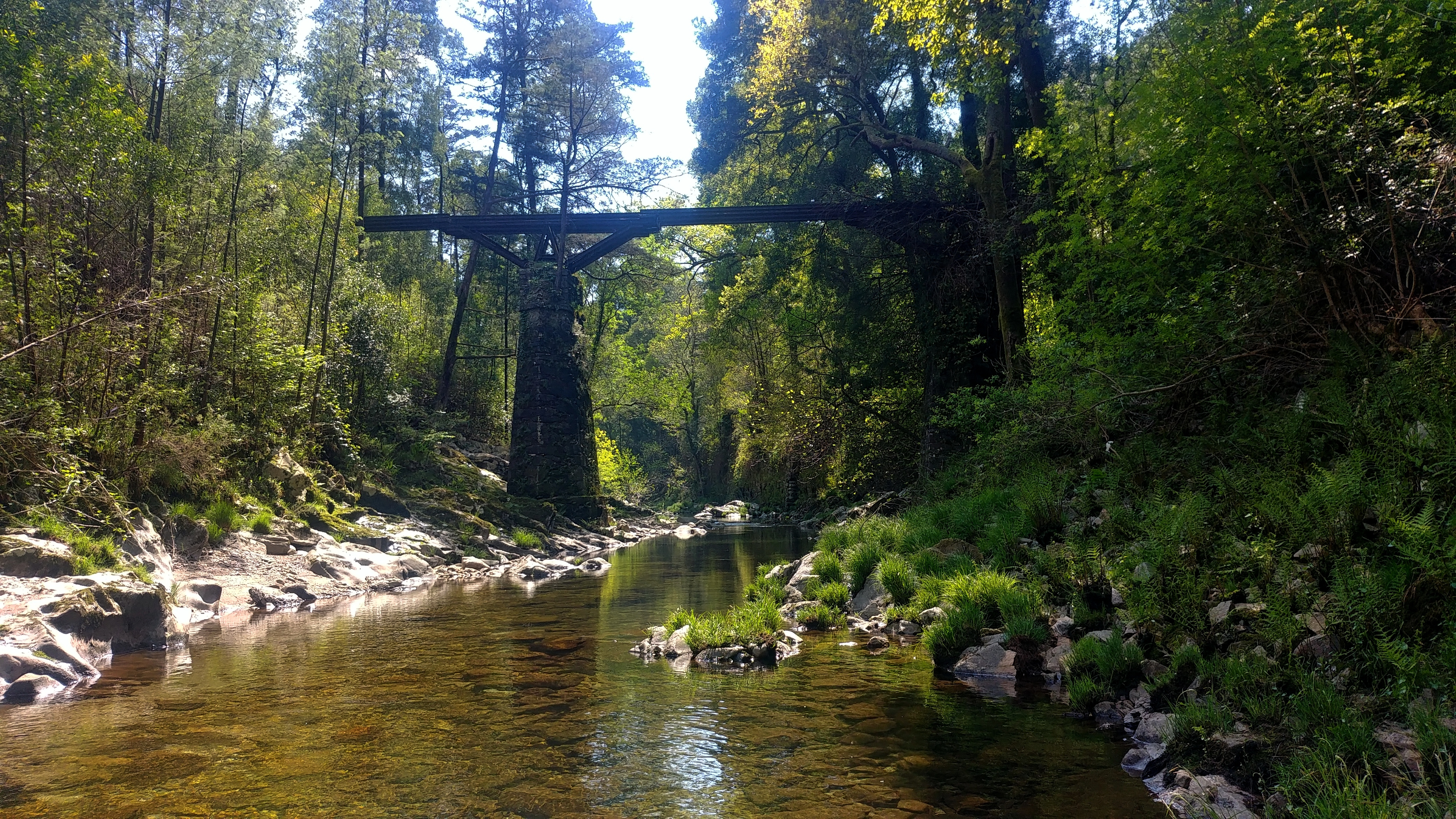
Ponte Negra sobre o rio Caima

## Património
- Capela de Santa Ana, 1720
- Capela de Santo António, século XVIII
- Casa do Pinto, 1907
- Caminho Medieval junto ao rio Pequeno
- Forno da Telha, século XIX
- Lagar do Azeite, século XIX
- Mina de Telhadela, 1865
- Ponte tardo-medieval sobre o rio Pequeno
- Ponte do Pinto sobre o rio Caima
- Ponte Negra sobre o rio Caima
- Moinhos e açudes do rio Pequeno

## Associações culturais e desportivas
Grupo Recreativo e Cultural de Telhadela

Donaldeia - Associação de Promoção e Desenvolvimento Rural

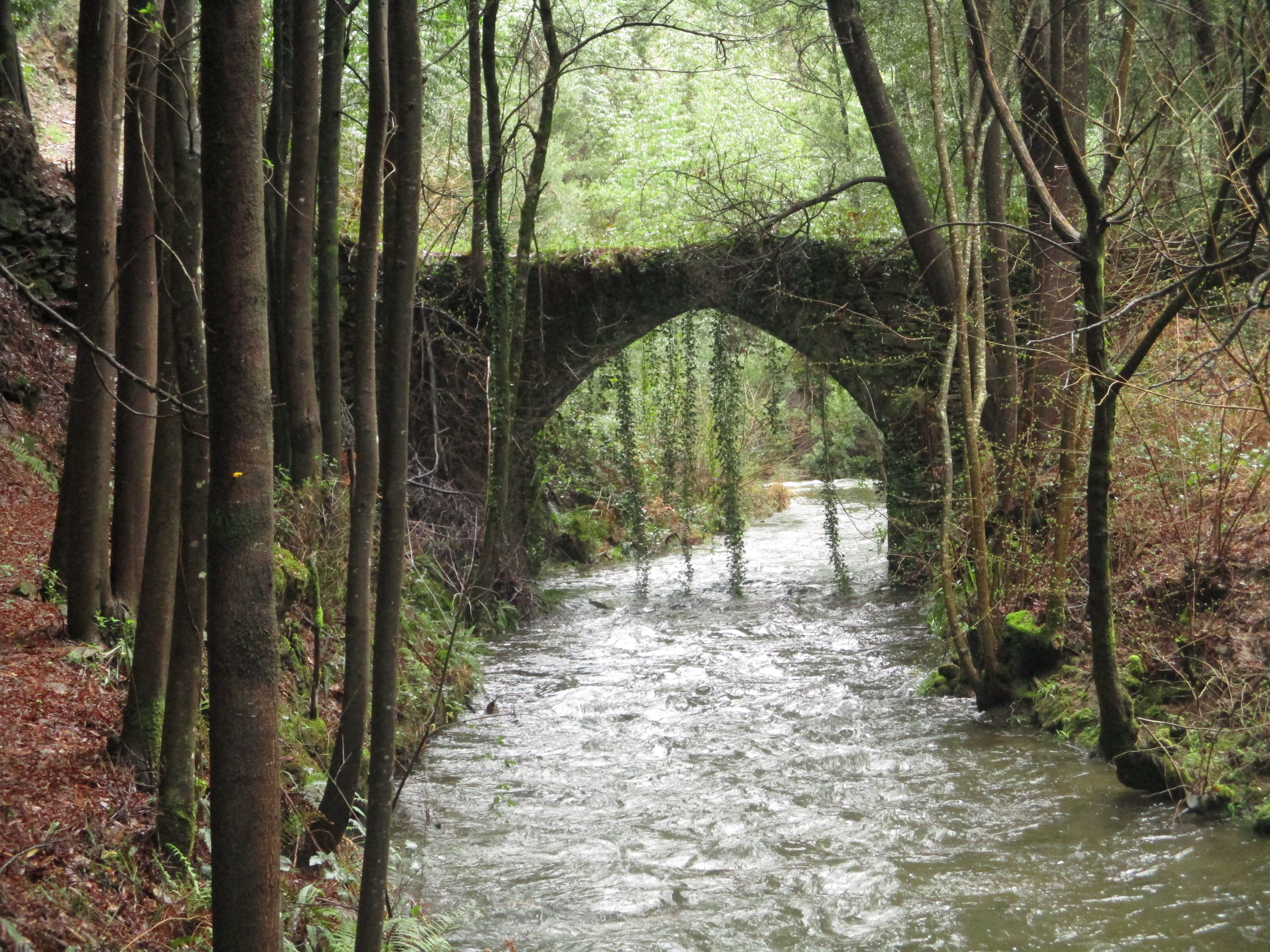
Ponte do Lagar do Azeite

## Toponímia
O topónimo Telhadela tem a sua origem no latim, na palavra: tégula = telha.
Usava-se inicialmente para locais onde havia fabrico de telhas. Sob a forma de tella usa-se na Galiza a palavra Telliatela (Tellia+tela) semelhante à forma como se designava Telhadela no século XII.
Está também ligada à palavra do português antigo, telhado, que significa "forno de telha" e não um conjunto de telhas a cobrir um edifício, como hoje em dia.

## Lenda
Reza a lenda que o topónimo Telhadela teve origem a partir de dois amigos que fabricaram telhas nos "fornos de telha" referidos anteriormente. Certo dia, um dos homens morreu, sendo que sua mulher substitui-o no seu trabalho. O povo gostaria mais da telha feita da mulher, pois dizia-se que era mais resistente. Por isso dizia-se "Eu vou lá na telha dela", uma abreviatura para o "forno de telha" da mulher. Assim, ao longo dos tempos foi se abreviando para apenas "Telhadela". O dois fornos da telha referidos anteriormente ainda estão nos sítios de onde se passa esta lenda.